# Brissus unicolor
Brissus unicolor is een zee-egel uit de familie Brissidae.
De wetenschappelijke naam van de soort werd in 1778 gepubliceerd door Nathanael Gottfried Leske.